# Madeleine d'Orléans
 (décembre 2019).
Si vous disposez d'ouvrages ou d'articles de référence ou si vous connaissez des sites web de qualité traitant du thème abordé ici, merci de compléter l'article en donnant les références utiles à sa vérifiabilité et en les liant à la section « Notes et références ».
Madeleine d'Orléans (1476- 26 octobre 1543), demi-sœur de François Ier, est une moniale française qui fut abbesse des abbayes de Saint-Ausone d'Angoulême (1496-1520), de Faremoutiers (1511-1515) puis de Jouarre (1515-1543) où elle meurt après vingt-huit ans d'abbatiat. Elle est la fille naturelle de Charles d'Orléans, prince du sang, et de sa maîtresse Antoinette de Polignac, ultérieurement dame de Combronde.
Elle a une sœur, Jeanne d'Angoulême, comtesse de Bar et une demi-sœur, Souveraine d'Angoulême. Elles sont toutes trois demi-sœurs de François Ier, roi de France, et de Marguerite de Valois-Angoulême, duchesse d'Alençon, reine de Navarre.